# Winchester Modelo 370
La Winchester Modelo 370 (M37) es una escopeta estadounidense. Estuvo en producción desde 1936 hasta 1963, con una producción total de 1.015.554 unidades.  Las primeras escopetas M37 se entregaron el 10 de febrero de 1936 según los registros de la fábrica. Cabe destacar que las escopetas Modelo 370 no tenían números de serie.

## Especificaciones técnicas

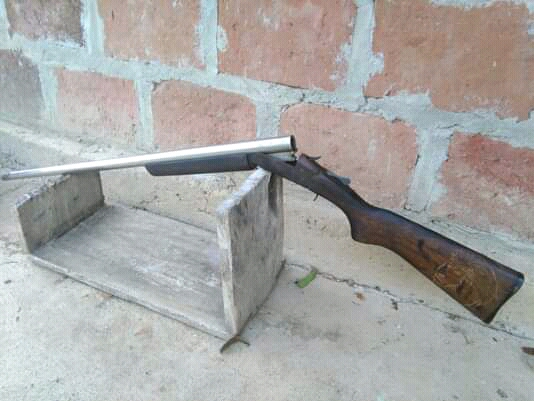
Winchester Modelo 370 abierta.

Este modelo fue desarrollado por Winchester Repeating Arms Conpany, teniendo por muchos años un martillo visible estándar. La Winchester Modelo 370 usa una palanca de amartillado superior y un cañón basculante con eyector automático de cartuchos.
La M37 tenía dos variantes, Standard y Boy's Model (introducido en 1958). El estrangulador modificado se suministraba sin cargo adicional. La M37 estaba calibrada para los siguientes cartuchos: 12, 16, 20, 28 y .410 usando cartuchos con longitudes de 2 3/4", 2 7/8" y 3". El peso de la M37 estaba entre 5 3/4 y 6 libras, la fluctuación dependía del cartucho empleado.

## Historia
En 1936 se presenta la escopeta monotiro Modelo 370, contaba con características técnicas perfectas para enseñar a los tiradores jóvenes los conceptos básicos de la escopeta.
Durante la Segunda Guerra Mundial, la Guardia Nacional utilizó escopetas Winchester Modelo 370 de calibre 12.

## Producción
Los cambios en su producción incluyeron la omisión de la "coleta" de chapa plegada en el segundo año de producción, que pasó a ser de acero macizo. La producción de la escopeta calibre .410 comenzó en el segundo año (1937). Los primeros modelos eran llamados escopetas "Letra Roja", porque hasta 1948 llevaban estampado el nombre de Winchester y este estaba pintado con esmalte rojo personalizado. Desafortunadamente las Modelo 370 se fabricaron sin números de serie. No hay registros de fábrica para el número anual de escopetas producidas desde 1936 hasta 1963 durante toda su producción.